# Ofélia (personagem)

Pintura de John William Waterhouse Ofelia (1894)

Ofélia (em inglês Ophelia) é uma personagem da obra Hamlet de William Shakespeare.  É uma jovem da alta nobreza da Dinamarca, filha de Polónio, irmã de Laertes, e potencial esposa do Príncipe Hamlet.

## Origem
Uma possível fonte histórica de Ofélia é Katherine Hamlet, uma mulher jovem que caiu ao Rio Avon e morreu afogada, em maio de 1579.
Embora se tenha concluído que a jovem se desequilibrou enquanto carregava bastante peso, os rumores da altura indicavam que sofria de uma desilusão amorosa que conduzira ao suicídio. É possível que Shakespeare se tenha inspirado nesta tragédia romântica na criação da personagem Ofélia. O nome Ofélia nunca fora usado antes desta obra.